# Anchusella cretica
Anchusella cretica är en strävbladig växtart som först beskrevs av William Crawford Williamson, och fick sitt nu gällande namn av M. Bigazzi, E. Nardi och F. Selvi. Anchusella cretica ingår i släktet Anchusella och familjen strävbladiga växter. Inga underarter finns listade i Catalogue of Life.